# آخالكالاكي
آخالكالاكي (بالإنجليزية: Akhalkalaki)‏ هي مدينة تقع في جورجيا في سامتسخه–جافاخيتي. يقدر عدد سكانها بـ 60,975 نسمة وترتفع عن سطح البحر 1,707 متر.

## المناخ
يظهر الجدول التالي التغييرات المناخية على مدار السنة لآخالكالاكي:
| البيانات المناخية لـآخالكالاكي    | البيانات المناخية لـآخالكالاكي | البيانات المناخية لـآخالكالاكي | البيانات المناخية لـآخالكالاكي | البيانات المناخية لـآخالكالاكي | البيانات المناخية لـآخالكالاكي | البيانات المناخية لـآخالكالاكي | البيانات المناخية لـآخالكالاكي | البيانات المناخية لـآخالكالاكي | البيانات المناخية لـآخالكالاكي | البيانات المناخية لـآخالكالاكي | البيانات المناخية لـآخالكالاكي | البيانات المناخية لـآخالكالاكي | البيانات المناخية لـآخالكالاكي |
| الشهر                             | يناير                          | فبراير                         | مارس                           | أبريل                          | مايو                           | يونيو                          | يوليو                          | أغسطس                          | سبتمبر                         | أكتوبر                         | نوفمبر                         | ديسمبر                         | المعدل السنوي                  |
| --------------------------------- | ------------------------------ | ------------------------------ | ------------------------------ | ------------------------------ | ------------------------------ | ------------------------------ | ------------------------------ | ------------------------------ | ------------------------------ | ------------------------------ | ------------------------------ | ------------------------------ | ------------------------------ |
| متوسط درجة الحرارة الكبرى °م (°ف) | −1.9 (28.6)                    | −0.9 (30.4)                    | 3.3 (37.9)                     | 9.9 (49.8)                     | 15 (59)                        | 18.6 (65.5)                    | 21.8 (71.2)                    | 22.3 (72.1)                    | 18.8 (65.8)                    | 13.4 (56.1)                    | 6.2 (43.2)                     | 0.4 (32.7)                     | 10.6 (51.0)                    |
| المتوسط اليومي °م (°ف)            | −7.3 (18.9)                    | −6.3 (20.7)                    | −1.8 (28.8)                    | 4.1 (39.4)                     | 9 (48)                         | 12.1 (53.8)                    | 15.1 (59.2)                    | 15.3 (59.5)                    | 11.4 (52.5)                    | 6.8 (44.2)                     | 1 (34)                         | −4.3 (24.3)                    | 4.6 (40.3)                     |
| متوسط درجة الحرارة الصغرى °م (°ف) | −12.6 (9.3)                    | −11.7 (10.9)                   | −6.9 (19.6)                    | −1.6 (29.1)                    | 3 (37)                         | 5.6 (42.1)                     | 8.5 (47.3)                     | 8.4 (47.1)                     | 4.1 (39.4)                     | 0.2 (32.4)                     | −4.2 (24.4)                    | −8.9 (16.0)                    | −1.3 (29.6)                    |
| الهطول مم (إنش)                   | 24 (0.9)                       | 31 (1.2)                       | 32 (1.3)                       | 57 (2.2)                       | 92 (3.6)                       | 97 (3.8)                       | 59 (2.3)                       | 56 (2.2)                       | 41 (1.6)                       | 44 (1.7)                       | 40 (1.6)                       | 27 (1.1)                       | 600 (23.5)                     |
| المصدر: Climate-Data.org          |                                |                                |                                |                                |                                |                                |                                |                                |                                |                                |                                |                                |                                |